# Don't Start Now (Dua Lipa)
Don't Start Now è un singolo della cantante britannica Dua Lipa, pubblicato il 1º novembre 2019 come primo estratto dal secondo album in studio Future Nostalgia.

## Pubblicazione

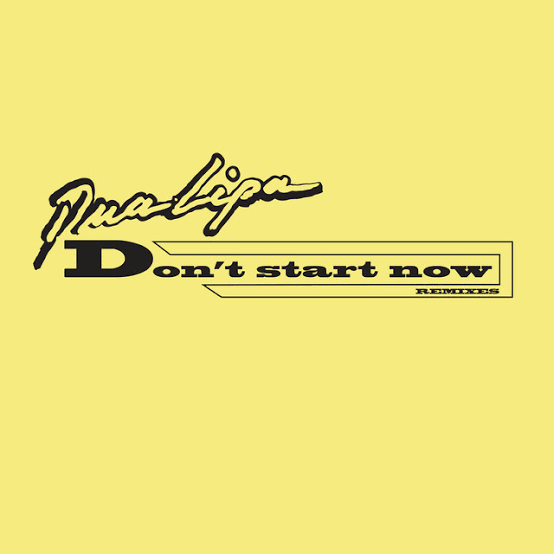
Copertina ufficiale dell'EP contenente i remix di Don't Start Now

Prima dell'uscita del singolo il manager di Dua Lipa, Ben Mawson, era preoccupato che Don't Start Now fosse troppo diversa dalla musica solitamente trasmessa dalla contemporary hit radio statunitense, ma era stato rassicurato dal suo esecutivo radiofonico che era "il tipo di canzone che poteva cambiare la radio". Il 10 ottobre 2019 Variety esplicitò la data di uscita del singolo in un articolo riguardante il management dell'interprete, ma successivamente la pubblicazione fu indicata come prossima.
Il 15 ottobre 2019 furono diffuse delle foto di Dua Lipa sul set di un video musicale in cui compariva una scritta con il titolo del singolo. Il 22 ottobre la cantante confermò ufficialmente la data di uscita del singolo sui propri profili delle reti sociali, dopo aver cancellato tutti i propri post precedenti in preparazione al nuovo album. Il singolo fu promosso da YouTube Music con poster pubblicitari a Londra e nei dintorni di Times Square, oltre a ricevere un filtro esclusivo su Snapchat. Il singolo fu pubblicato sulle piattaforme digitali e sui servizi di streaming contemporaneamente in tutto il mondo; in Italia uscì a mezzanotte del 1º novembre 2019. Riguardo alla scelta di Don't Start Now come singolo apripista del suo secondo album, Dua Lipa ebbe a dire:
La trasmissione radiofonica Breakfast Show, in onda su BBC Radio 1, trasmise il brano in anteprima per un bimbo di 8 anni, fan di Dua Lipa. Il 15 novembre 2019, su Spotify, furono pubblicati due video del brano, con il testo in sovraimpressione. Il 12 gennaio 2020 furono diffusi un EP di remix del singolo, contenente 5 diverse versioni remixate più l'originale, e un'esibizione dal vivo caricata canale YouTube della cantante, diretta da Daniel Carberry e tenutasi a Los Angeles. La versione dal vivo fu poi pubblicata ufficialmente sulle piattaforme digitali e streaming il 21 febbraio 2020, con il titolo di Don't Start Now (Live in LA Remix).

## Composizione
L'idea per la canzone nacque alla fine del 2018, quando il responsabile dell'A&R dell'etichetta discografica di Dua Lipa, Joe Kentish, sfidò il produttore Ian Kirkpatrick a ricreare il successo del singolo New Rules. La prima sessione di scrittura, tenutasi a casa dell'autrice Emily Warren nel Wyoming, risultò improduttiva. Dopo aver cercato l'aiuto di altri autori, è stata infine scritta con Dua Lipa a gennaio 2019.
Il campanaccio usato nel brano, già presente nella prima demo della canzone, fu ispirato dal repertorio dei Two Door Cinema Club e si basa sullo stile vocale della cantante nel ritornello. Sebbene la linea di basso ricrei un effetto che lo fa sembrare suonato dal vivo, Ian Kirkpatrick compose con l'interfaccia MIDI, influenzato dalle produzioni dei Bee Gees e dei Daft Punk che ascoltava da giovane. Nel pre-ritornello volle evitare un sound troppo disco, optando per uno più ispirato alla musica anni novanta e impiegando un subwoofer combinato al basso elettrico e suoni di slapping.
Dopo aver completato la registrazione del brano con la cantante, il produttore trascorse altre due settimane a perfezionarlo prima di inviarlo a Josh Gudwin per il missaggio. Per migliorare il bridge della canzone, vi aggiunse ulteriori percussioni ispirandosi al brano Can't Feel My Face di The Weeknd. Kirkpatrick affermò di aver cercato di raggiungere una perfetta mescolanza tra sound classici e nuovi. La versione finale di Don't Start Now fu inviata alla cantante mentre Dua Lipa si trovava al Festival di Glastonbury del 2019.

## Descrizione
Don't Start Now è un brano dance funky e nu-disco, composto in chiave di Si minore; ha un tempo di 124 battiti per minuto. È stato scritto dalla stessa cantante con Caroline Ailin, Emily Warren ed Ian Kirkpatrick, ed è stato prodotto da quest'ultimo. Si tratta dello stesso team dietro a New Rules, il successo che ha lanciato la carriera di Dua Lipa a livello globale. Quanto al significato del testo, la cantante ha affermato che "riguarda il voltare pagina e non permettere a nessuno di porre ostacoli".

## Promozione
Dua Lipa si è esibita per la prima volta dal vivo con la canzone il 1º novembre 2019 al Graham Norton Show. In seguito, ha intrapreso una grande campagna promozionale per la canzone in tutto il mondo: l'ha cantata il successivo 3 novembre alla cerimonia di Siviglia degli MTV Europe Music Awards 2019, il 10 novembre alla versione tedesca di The Voice, il 15 novembre a Dubai a The Pointe, 16 novembre al OnePlus Music Festival a Mumbai, il 24 novembre agli American Music Awards 2019, il 27 novembre agli ARIA Music Awards 2019, il 28 novembre per il programma australiano Sunrise e il 4 dicembre ai MAMA Awards 2019. Il 17 dicembre l'ha presentata alla finale della versione statunitense di The Voice, il 19 dicembre al Tonight Show Starring Jimmy Fallon, il 20 dicembre a Good Morning America e anche al Dick Clark's New Year's Rockin' Eve. Il 7 febbraio 2020, durante la quarta serata, Dua Lipa è stata ospite internazionale al Festival di Sanremo 2020 dove si è esibita con il singolo.
Il 30 marzo 2020 la cantante ha eseguito virtualmente il brano al Late Late Show with James Corden, a seguito delle regole di isolamento per contrastare la pandemia di COVID-19. Anche la sua band e i suoi ballerini hanno partecipato all'esibizione, dalle loro rispettive case, tramite il servizio di videoconferenze Zoom. Il 20 aprile 2020 l'ha cantato, sempre virtualmente, al Big Brother Brasil. Il 14 marzo 2021 Dua Lipa ha presentato il brano in un medley con Levitating (DaBaby Remix) ai Grammy Award.

## Accoglienza
Don't Start Now ha ricevuto elogi diffusi da parte della critica specializzata. Caitlin Kelley di Forbes ha commentato che la canzone «trasforma una relazione interrotta in un inno di autorafforzamento» e ha paragonato l'assolo di basso di apertura allo stile musicale di Charlie Puth. Scrivendo per Billboard, Rania Aniftos ha definito la canzone «contagiosa» e «pronta per le piste da ballo», descrivendone il ritornello come «esplosivo». Sydney Bucksbaum di Entertainment Weekly ha scritto che la cantante «dimostra che l'apatia è più efficace dell'odio quando si tratta di una relazione finita». Brittany Spanos per Rolling Stone e Nick Malone di PopMatters hanno entrambi lodato la crescita artistica della cantante. Matthew Strauss di Pitchfork ha elogiato la sua voce, definendola «più forte che mai».
Laura Snapes di The Guardian ha notato che Dua Lipa si distingue dai cantanti suoi coevi grazie al suo «stile retro», opinione condivisa da Jonathan Wright della rivista indipendente God Is in the TV. Brad Garcia, scrivendo per Exclaim!, ha ritenuto la traccia più un omaggio ai successi pop del passato che un tentativo nel replicarli. Nick Smith di musicOMH l'ha paragonata ai lavori dei Moloko. Neil Z. Yeung di AllMusic si è complimentato con la «quantità infinita di fiducia, fascino e attitudine» emanata dall'interprete, mentre Joe Muggs, per The Art Desks, l'ha elevata a «capolavoro».
Idolator l'ha eletta migliore canzone pop del 2019, mentre Stereogum l'ha posizionata al quarto posto in una lista analoga. Time l'ha classificata come quinta migliore canzone dell'anno, il NME diciassettesima e Billboard la quarantunesima.
Il brano ha ottenuto due candidature agli NME Awards 2020 come Miglior canzone britannica e Miglior canzone del mondo. Nell'ambito dei Grammy Award 2021 invece è stato candidato come Registrazione dell'anno, Canzone dell'anno e Miglior interpretazione pop solista.

## Video musicale
Il video musicale è stato reso disponibile il 1º novembre 2019 ed è stato anticipato da un trailer diffuso in concomitanza con l'uscita del singolo. È stato diretto da Nabil Elderkin. Nel video Dua canta e balla la canzone in due diversi luoghi: una festa in un club e un ballo in maschera, dove sono presenti anche le modelle Alexandra Elizabeth Ljadov, Kyla Coleman and Yasmin Wijnaldum.
Elderkin ha trovato l'ispirazione per il video passeggiando per Londra in skateboard e ascoltando la canzone. Vari concetti sono stati esplorati e varie modifiche effettuate prima che venisse confermata la versione finale; Dua Lipa ha deciso all'ultimo minuto di spostare la scena conclusiva all'inizio del video.

### Sinossi
Il video si apre con Dua Lipa che lascia una discoteca e lancia la telecamera su un marciapiede. Si sposta a cinque ore prima, quando entra in un pub, dove si toglie una giacca arancione firmata Raf Simons per esibirsi sul palco con un top giallo Versace e jeans Marni. L'attenzione si sposta in una discoteca affollata dove la cantante balla sotto una palla da discoteca. Si reca ad un ballo in maschera a tema XIX secolo, dove gli occhi dei soggetti dipinti nei quadri prendono vita, e corre giù per una scala per tornare nel locale. In seguito, la cantante viene mostrata mentre si lava la faccia nel bagno della discoteca, davanti ad uno specchio. Il video termina con un montaggio cumulativo degli eventi della serata.

### Accoglienza
Amy Francombe di The Face ha lodato la regia di Elderkin e l'uso di colori neon e inquadrature dall'alto. Brendan Wetmore, scrivendo per Paper, ha notato elementi presi da alcuni video condivisi su TikTok, mentre Rachel Hahn di Vogue ha affermato che la cantante sembrava "spensierata nel miglior modo possibile". D'altra parte, Allison Stubblebine di Nylon l'ha paragonato negativamente al videoclip di Lights Up di Harry Styles.

## In altri media
Don't Start Now è stata utilizzata nel tredicesimo episodio della prima stagione di Batwoman. Nel corso del 2020 le cantanti Hayley Williams e Girl in Red hanno realizzato due cover dal vivo del brano per BBC Radio 1, rispettivamente nei mesi di febbraio e maggio.

## Tracce
Download digitale
1. Don't Start Now – 3:03

Download digitale (remix)
1. Don't Start Now (Regard Remix) – 3:08

Download digitale (versione dal vivo)
1. Don't Start Now (Live in LA Remix) – 5:40

Download digitale (EP remix)
1. Don't Start Now (Dom Dolla Remix) – 3:30
2. Don't Start Now (Purple Disco Machine Remix) – 3:36
3. Don't Start Now (Zach Witness Remix) (Midnight Monsters Version) – 4:52
4. Don't Start Now (Kungs Remix) – 3:36
5. Don't Start Now (Pink Panda Remix) – 2:05
6. Don't Start Now – 3:03

## Formazione
Musicisti
- Dua Lipa – voce
- Drew Jurecka – basso, violino, viola
- Ian Kirkpatrick – programmazione
- Drew Jurecka – arrangiamento delle corde

Produzione
- Ian Kirkpatrick – produzione, produzione vocale
- Caroline Ailin – produzione vocale
- Chris Gehringer – mastering
- Josh Gudwin – missaggio
- Will Quinnell – assistenza al mastering
- Elijah Marrett-Hitch – assistenza al missaggio
- Drew Jurecka – registrazione delle corde

## Successo commerciale
Secondo l'International Federation of the Phonographic Industry Don't Start Now è risultato il 5º brano più venduto a livello globale nel corso del 2020 con un totale di 1,62 miliardi di stream equivalenti.
Nella Billboard Hot 100 statunitense il singolo ha debuttato alla 30ª posizione, diventando il miglior esordio in classifica per la cantante. Nei primi sette giorni ha venduto 14 000 copie digitali, risultando essere la sesta canzone più scaricata della settimana, e ha ottenuto 13,2 milioni di riproduzioni in streaming, entrando alla 28ª posizione nella rispettiva classifica; ha inoltre accumulato un'audience radiofonica di 10,2 milioni di ascoltatori. Il singolo ha in seguito toccato la 2ª posizione della classifica, diventando la seconda top ten di Dua Lipa negli Stati Uniti e diventando la posizione più alta mai raggiunta nella classifica dalla cantante, superando New Rules. Durante la prima metà del 2020 è risultato l'8º brano più venduto in pure e il 2º più ascoltato in radio in territorio statunitense.
Don't Start Now ha fatto il suo ingresso alla 2ª posizione della Official Singles Chart britannica, bloccata da Dance Monkey di Tones and I. Il singolo ha accumulato 49.334 unità di vendita nella sua prima settimana. Nella sua seconda settimana ha mantenuto la 2ª posizione nella classifica, pur registrando un incrementato di vendite del 3,29%. Ha totalizzato 24 settimane tra le prime dieci posizioni, rendendola solo una delle sei canzoni a riuscirci. In seguito, grazie a 25 settimane completate in top ten, è diventata la canzone solista di una cantante femminile britannica più longeva tra i primi dieci posti, la quarta in assoluto e quella ad averci trascorso più settimane senza raggiungere il primo posto. In Irlanda ha debuttato in cima alla classifica dei singoli irlandese, diventando la quarta numero uno di Lipa nel paese; ha superato la seconda canzone più venduta di 1.400 unità. Ha trascorso due settimane consecutive in cima alla classifica.
In Australia ha debuttato all'8ª posizione della classifica dei singoli, diventando la quinta top ten di Lipa. Il singolo è rimasto dieci settimane non consecutive al 2º posto, eguagliando Moves like Jagger dei Maroon 5 e Christina Aguilera per il più lungo periodo trascorso al secondo gradino del podio senza raggiungere la vetta.
In Italia il brano è stato uno dei più trasmessi dalle radio per due anni consecutivi.

## Classifiche

### Classifiche settimanali
| Classifica (2019-20)  | Posizione massima |
| --------------------- | ----------------- |
| Argentina             | 12                |
| Australia             | 2                 |
| Austria               | 6                 |
| Belgio (Fiandre)      | 2                 |
| Belgio (Vallonia)     | 3                 |
| Brasile               | 1                 |
| Bulgaria              | 3                 |
| Canada                | 3                 |
| Colombia              | 19                |
| Corea del Sud         | 18                |
| Costa Rica            | 16                |
| Croazia               | 1                 |
| Danimarca             | 4                 |
| El Salvador           | 2                 |
| Estonia               | 4                 |
| Finlandia             | 13                |
| Francia               | 12                |
| Germania              | 10                |
| Grecia                | 3                 |
| Irlanda               | 1                 |
| Islanda               | 2                 |
| Italia                | 11                |
| Lettonia              | 4                 |
| Libano                | 7                 |
| Lituania              | 2                 |
| Lussemburgo           | 4                 |
| Malaysia              | 5                 |
| Messico               | 7                 |
| Norvegia              | 5                 |
| Nuova Zelanda         | 3                 |
| Paesi Bassi           | 5                 |
| Panama                | 76                |
| Perù                  | 63                |
| Polonia               | 4                 |
| Portogallo            | 3                 |
| Regno Unito           | 2                 |
| Repubblica Ceca       | 4                 |
| Repubblica Dominicana | 12                |
| Romania               | 8                 |
| Russia                | 7                 |
| Singapore             | 1                 |
| Slovacchia            | 3                 |
| Slovenia              | 1                 |
| Spagna                | 12                |
| Stati Uniti           | 2                 |
| Svezia                | 12                |
| Svizzera              | 7                 |
| Ucraina               | 19                |
| Ungheria              | 2                 |

### Classifiche di fine anno
| Classifica (2019) | Posizione |
| ----------------- | --------- |
| Russia            | 168       |
| Ungheria          | 49        |
| Classifica (2020) | Posizione |
| Australia         | 3         |
| Austria           | 17        |
| Belgio (Fiandre)  | 7         |
| Belgio (Vallonia) | 11        |
| Canada            | 3         |
| Corea del Sud     | 33        |
| Croazia           | 2         |
| Danimarca         | 15        |
| Ecuador           | 10        |
| El Salvador       | 3         |
| Francia           | 36        |
| Germania          | 19        |
| Irlanda           | 6         |
| Islanda           | 7         |
| Italia            | 41        |
| Norvegia          | 16        |
| Nuova Zelanda     | 4         |
| Paesi Bassi       | 12        |
| Perù              | 7         |
| Polonia           | 52        |
| Portogallo        | 6         |
| Regno Unito       | 6         |
| Romania           | 73        |
| Russia            | 106       |
| Slovenia          | 7         |
| Spagna            | 38        |
| Stati Uniti       | 4         |
| Svezia            | 22        |
| Svizzera          | 15        |
| Ungheria          | 6         |
| Classifica (2021) | Posizione |
| Australia         | 45        |
| Brasile           | 113       |
| Corea del Sud     | 97        |
| Croazia           | 77        |
| Portogallo        | 54        |
| Regno Unito       | 78        |
| Classifica (2022) | Posizione |
| Australia         | 70        |